# UFC 197
UFC 197: Jones vs. St. Preux fue un evento de artes marciales mixtas celebrado por Ultimate Fighting Championship el 23 de abril de 2016 en el MGM Grand Garden Arena, en Las Vegas, Nevada.

## Historia
Originalmente, el evento tenía previsto enfrentar en una revancha al actual campeón de peso semipesado Daniel Cormier, frente al excampeón Jon Jones. En su primer combate, Jones ganó la pelea por decisión unánime. Sin embargo, el 1 de abril, se anunció que Cormier se había retirado del combate por una lesión en el pie. Finalmente, Ovince St. Preux se enfrentó a Jones por el título interino.
El evento coestelar contó con el combate por el campeonato de peso mosca entre el actual campeón Demetrious Johnson, frente al ganador de la medalla de oro en los Juegos Olímpicos de Pekín 2008 en lucha libre, Henry Cejudo.

## Resultados
1. ↑  Por el Campeonato Interino de Peso Semipesado de UFC.
2. ↑  Por el Campeonato de Peso Mosca de UFC.

## Premios extra
Cada peleador recibió un bono de $50,000.
- Pelea de la Noche: Danny Roberts vs. Dominique Steele
- Actuación de la Noche: Demetrious Johnson y Yair Rodríguez